# Panther De Ville

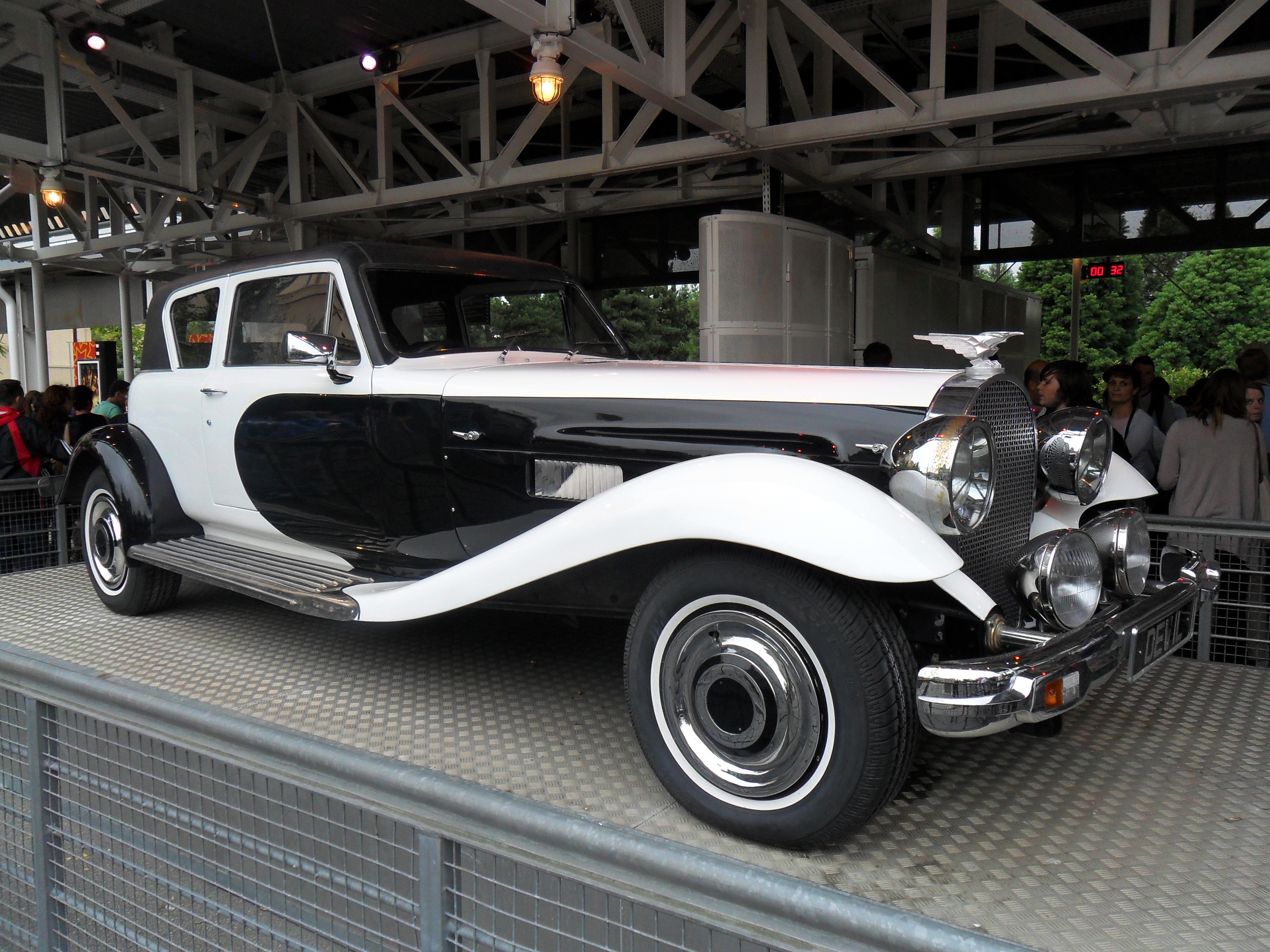
Panther De Ville

Panther De Ville byl luxusní automobil vyráběný ve Velké Británii v letech 1974 a 1985. Bylo postaveno 60 vozů.